# Phobeticomyia bicolor
Phobeticomyia bicolor är en tvåvingeart som beskrevs av Mitsuhiro Sasakawa 1990. Phobeticomyia bicolor ingår i släktet Phobeticomyia och familjen lövflugor. Inga underarter finns listade i Catalogue of Life.